# Anupama Puchimanda
Anupama Puchimanda   (1980 - 18 d'abril de 2021) va ser un atleta índia que va competir en l'àmbit nacional en hoquei herba i va fer d'àrbitre internacional. El 2006, va ser la primera dona índia que va arbitrar els Jocs de la Commonwealth. Va oficiar més de 90 partits internacionals d'hoquei, inclosos els Jocs Asiàtics, Jocs Centreamericà i del Carib, la Copa del Món Júnior FIH i els Jocs de l'Àsia Oriental, així com més de 100 partits d'hoquei indi durant la seva carrera.

## Biografia
Puchimanda va néixer a Virajpet, Karnataka i es va llicenciar en dret. Va morir de COVID-19 als 41 anys. Estava casada amb Mithun Mandanna.

## Trajectòria
Puchimanda va començar la seva carrera d'hoquei el 1995, competint en un campionat nacional subjúnior i representant l'⁣estat de Karnataka. Més tard va representar l'equip sènior al mateix campionat, va jugar a l'equip d'hoquei de la Universitat de Mangalore i es va convertir en àrbitre d'hoquei per a l'estat de Karnataka el 2004. Va jugar al mig del camp i al costat dret.
Va participar en el desenvolupament de l'hoquei com a esport a l'estat de Karnataka i va ser membre executiu de l'Associació Estatal d'Hoquei de Karnataka. El 2004, Puchimanda va ser seleccionada per l'antiga Federació d'Hoquei Índia per ser àrbitre dels partits d'hoquei femení.
El 2006, Puchimanda es va convertir en la primera dona de l'Índia a oficiar als Jocs de la Commonwealth, esdevenint àrbitre d'hoquei femení. Més tard va ser àrbitre als Jocs Centreamericà i del Carib de 2006, així com als Jocs Asiàtics, la Copa del Món juvenil FIH i els Jocs de l'Àsia Oriental. També va ser àrbitre a la Copa del Món Júnior BDO (Dona) (2005, Santiago), la Lliga Mundial d'Hoquei Hero Round-2 (Dona) (2013, Delhi) i la Copa d'Àsia Femenina 2013 (Kuala Lumpur). El 2012, va oficiar al Torneig d'hoquei femení de quatre nacions. Durant la seva carrera, va arbitrar més de 90 partits internacionals d'hoquei, així com una quantitat equivalent de partits nacionals i estatals a l'Índia.

## Reconeixements
El 2011, va ser una de les diverses persones que van rebre un premi Namma Bengaluru de la ciutat de Bangalore pels seus èxits esportius.